# Hubert Bucher
Hubert Bucher (* 21. Juni 1931 in Regensburg; † 23. Juli 2021 in Schönhofen) war ein deutscher römisch-katholischer Bischof des Bistums Bethlehem in Südafrika.

## Leben
Hubert Bucher empfing am 29. Juni 1957 die Priesterweihe und war Kaplan in Teublitz. Durch die Vermittlung von Joseph Nachtmann, dem Sekretär von missio in München, und zunächst gegen den Widerstand des damaligen Regensburger Bischofs, Michael Buchberger, entschied sich 1953 Hubert Bucher zusammen mit zwei weiteren jungen Seminaristen im Priesterseminar Regensburg, Oswald Hirmer und Fritz Lobinger,  für eine Tätigkeit in der Mission. Fritz Lobinger ging im Jahr 1956, Oswald Hirmer ein Jahr später, und 1958 folgte Hubert Bucher. Während seiner Missionstätigkeit ab 1958 in der südafrikanischen Diözese Aliwal North studierte er in Oxford und Rom. Von 1972 bis 1975 war Bucher Nationalkaplan der Chiro-Jugendbewegung. 1972 wurde er mit der Dissertation Youth Work in South Africa. A Challenge for the Church zum Doktor der Missiologie promoviert.
Papst Paul VI. ernannte ihn 1976 zum Bischof des Bistums Bethlehem mit Sitz in Bethlehem in der Provinz Freistaat; die Bischofsweihe spendete ihm am 27. März 1977 der Bischof von Umtata, Peter Fanyana John Butelezi OMI; Mitkonsekratoren waren der Erzbischof von Johannesburg, Joseph Patrick Fitzgerald OMI, und der Weihbischof von Regensburg, Vinzenz Guggenberger.
Papst Benedikt XVI. nahm am 31. Dezember 2008 das Rücktrittsgesuch des 77-Jährigen an. Wie auch Fritz Lobinger und (bis zu seinem Tod) Oswald Hirmer, lebte Bucher in einem Altersheim für Geistliche in Mariannhill bei Durban, dem Sitz der Mariannhiller Missionare. 2017 kehrte er nach Deutschland zurück und wohnte seitdem in Nittendorf.

## Ehrungen
- 2005: Verdienstorden der Bundesrepublik Deutschland (Verdienstkreuz 1. Klasse)

## Veröffentlichungen
- Youth work in South Africa. A challenge for the church (= Neue Zeitschrift für Missionswissenschaft, Supplementband 21). Immensee 1973.
- I will forgive their sin and heal their land. In: New Blackfriars, Jg. 54 (1973), S. 505–512.
- mit Hugh Patrick Slattery, als Herausgeber: Pastoral orientation in a changing world. Lumko Institute, Lady Frere 1976.
- The conceptualization of spirits among the Shona, in traditional society and in the independent churches. Oxford University Press, Oxford 1977.
- Spirits and Power. An Analysis of Shona Cosmology. Oxford University Press, Oxford 1980, ISBN 0-19-570176-3.
- Hidden treasures in the Church's breviary. The faith and wisdom of great believers. Melrose, Ely (Cambridgeshire) 2015, ISBN 978-1-909757-93-6.
- Der Lebendige Rosenkranz. Ein Gebets-Sturm, den unsere Welt nötig hat! Grignion Verlag, Altötting 2016, ISBN 978-3-932085-99-4.
- Ein Leben für die Mission. Meine Erlebnisse in Afrika. Verlag Friedrich Pustet, Regensburg 2017, ISBN 978-3-7917-2924-4.